# Zé Haroldo Cathedral
José Haroldo Figueiredo Campos (Cuiabá, 22 de março de 1982) é um político brasileiro, filiado ao PSD, eleito para o cargo de deputado federal por Roraima.

## Biografia
Começou sua carreira política em 2020, quando se candidatou à prefeitura de Boa Vista, como vice-prefeito na chapa de Shéridan Oliveira (PSDB), aonde não conseguiu se eleger.
Em 2022 se candidatou à deputado federal, aonde conseguiu se eleger, atingindo a votação de 10.361 votos.
É filho do Ex-deputado federal: Zé Cathedral (PSD).